# 380
380 је била преступна година.

## Догађаји
- 27. фебруар — Император Теодосије I, заједно са својим савладарима Грацијаном и Валентинијаном II, је објавио своју жељу да се сви римски грађани преобрате на хришћанство, у складу са патријарсима Рима и Александрије, имплицитно одбацујући аријанизам цариградског патријарха као јерес.

- Битка код Солуна: Готи под Фритигерном побеђују римску војску у Македонији. Теодосије I се повлачи у Солун и оставља Грацијану контролу над Западним Римским царством.
- Римски непријатељи (Германи, Сармати и Хуни) су узети у царску службу; као последица тога, варварске вође почињу да играју све активнију улогу у Римском царству.
- 24. новембар – Теодосије I прави свој adventus, или формални улазак, у Цариград.
- Краљица Мавија, са својим сараценским снагама, побеђује римску војску у јужној Сирији.
- Цар Теодосије I је крштен.
- Визиготски вођа Фритигерн умире након што је опустошио Балкан; његов ривал Атанарих постаје краљ Гота.
- Анексија западних провинција од стране Чандрагупте II омогућава му трговину са Европом и Египтом.
- Ускршње острво, на југу Тихог океана, окупирали су морепловци под вођством Хоту Матуа, који отприлике у то време почињу да утврђују острво.
- Тиконије пише коментар на библијску Књигу Откривења.
- Одржан је Сабор у Сарагоси; шпански и аквитански епископи осуђују учења учење присцилијанизма.
- Петра II Александријског наследи је његов брат Тимотеј Александријски челу Александријске архиепископије.

### Децембар
- Википедија:Непознат датум — Битка код Солуна (380)